# Neosadocus misandrus
Neosadocus misandrus is een hooiwagen uit de familie Gonyleptidae.